# Tupolev ANT-2
Il Tupolev ANT-2 (in cirillico Туполев АНТ-2) era un monoplano monomotore progettato dallo TsAGI, all'epoca diretto da Andrej Nikolaevič Tupolev, e sviluppato in Unione Sovietica nella prima metà degli anni venti. Fu il primo aereo sovietico dalla struttura interamente metallica.

## Storia

### Sviluppo

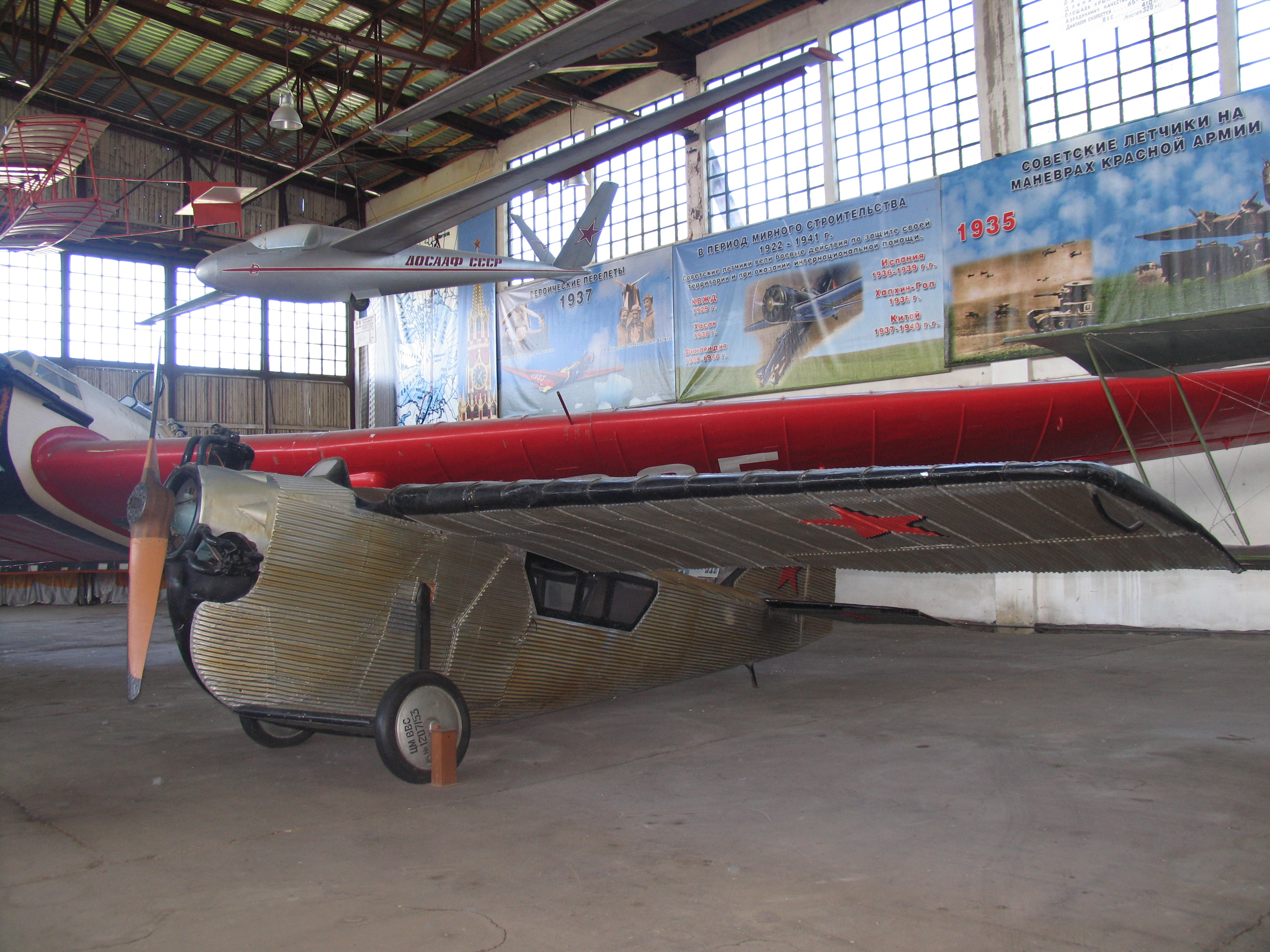
Il Tupolev ANT-2 esposto presso il Museo centrale della Federazione Russa delle aeronautiche militari.

Il progetto del Tupolev ANT-2 ebbe inizio quando ancora il precedente ANT-1 non era stato portato in volo: nel corso del 1923, infatti, Tupolev decise di mettere definitivamente a frutto gli studi realizzati da una commissione appositamente creata (e da lui stesso diretta) all'interno dello TsAGI e la sperimentazione sulle leghe di alluminio condotta nello stabilimento di Kol'čugino, al fine di realizzare un velivolo che sfruttasse appieno le potenzialità delle nuove leghe in campo aeronautico.
Il primo esemplare del nuovo velivolo venne ultimato nel mese di maggio del 1924 ed il 26 di quello stesso mese fu portato in volo per la prima volta da Nikolai Petrov, facendo segnare una data di primaria importanza nella storia dell'aviazione sovietica.
Particolare curioso relativo a questo primo volo fu l'impiego di sacchi di sabbia disposti sui sedili destinati a simulare, nel peso complessivo del velivolo e nella sua distribuzione, la presenza di passeggeri.
Altri voli di prova si sono succeduti rapidamente: già il 28 maggio si registrò la presenza di esponenti dell'aeronautica militare, mentre l'11 giugno il velivolo ospitò per la prima volta passeggeri in carne ed ossa.
L'esito di queste prime prove rese evidente la necessità di alcune modifiche (tra le quali l'incremento delle dimensioni della superficie dei piani di coda), ma l'ANT-2 mise in luce eccellenti qualità di volo.

### Descrizione tecnica
Il Tupolev ANT-2 era un monoplano ad ala alta, dotato di profonda fusoliera a sezione triangolare.

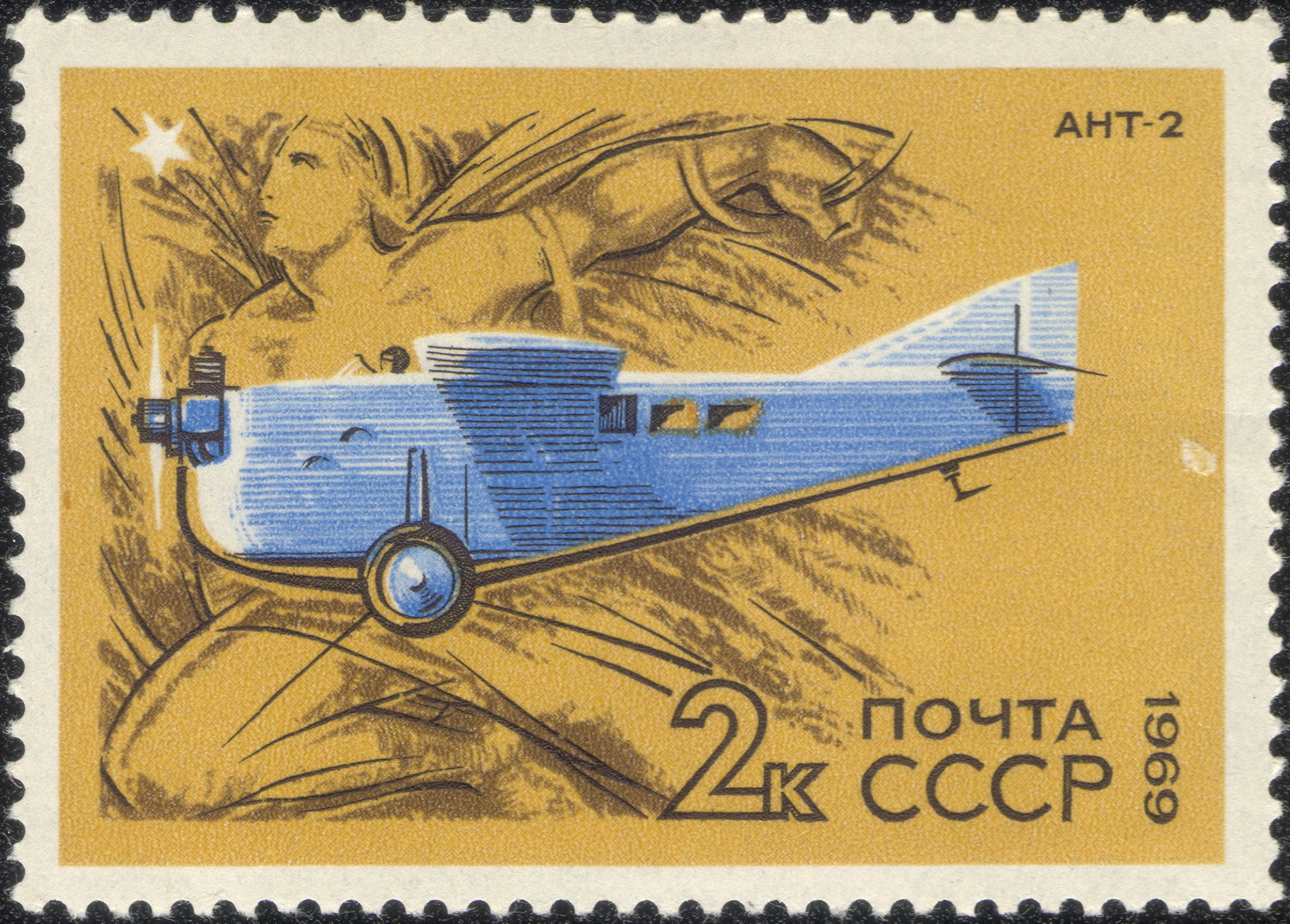
Francobollo sovietico del 1969; riproduce il profilo dell'ANT-2.

Come già detto, fu il primo velivolo sovietico con struttura interamente metallica: in particolare si trattava di leghe di alluminio, precedentemente sperimentate da Tupolev, nel suo ruolo di responsabile dello TsAGI ("Istituto centrale di aerotermodinamica"), mediante la costruzione di aeroslitte, alianti e piccoli battelli veloci (motoscafi e torpediniere). In particolare tali leghe, diverse per composizione chimica e tecnica costruttiva da quelle contemporaneamente realizzate dalla tedesca Junkers, vennero definite Kol'čugaluminium in ragione della località presso la quale era ubicato lo stabilimento di produzione.
L'ala era a sbalzo ed i piani di coda erano di tipo tradizionale, con lo stabilizzatore collocato alla base della deriva.
La fusoliera era realizzata in tre sezioni. Quella anteriore alloggiava il motore ed era realizzata in modo da agevolarne la manutenzione; la sezione centrale ospitava il pilota (il cui abitacolo era privo di cappottatura) e (sotto e dietro il pilota) la cabina per i passeggeri. La sezione di coda, infine, non aveva funzione portante ma era realizzata a sbalzo.
Il Tupolev ANT-2 era motorizzato con un motore radiale a tre cilindri Bristol Lucifer: si trattava di un motore di produzione britannica, raffreddato ad aria, capace di una potenza di 100 hp (pari a 75 kW).

### Impiego operativo
Già poco tempo dopo i primi collaudi il nuovo velivolo di Tupolev venne esibito in pubblico: il 1º luglio venne aggregato ad una formazione di 19 Polikarpov R-1 ad una parata aerea tenutasi a Mosca, richiamando per le sue forme l'attenzione degli spettatori.
Tra il mese di agosto del 1924 e quello di aprile del 1925 l'ANT-2 fu sottoposto ad un nuovo ciclo di prove valutative, al termine delle quali vennero richieste alcune modifiche di dettaglio ma, soprattutto, venne anche presa la decisione di dar corso alla produzione di massa del velivolo; a tal fine Tupolev decise di avvalersi dello stabilimento di Kol'čugino.
L'impossibilità di rinvenire documenti ufficiali non consente di stabilire con certezza il numero di esemplari costruiti che secondo alcuni arrivò fino a venti. Fonti riferite all'azienda indicano comunque che il numero più probabile sarebbe quello di cinque ANT-2 realizzati che sarebbero anche stati impiegati, per un breve periodo di tempo, in un collegamento Mosca-Nižnij Novgorod.
Un solo esemplare del Tupolev ANT-2 è giunto fino ai giorni nostri ed è conservato al Museo centrale della Federazione Russa delle aeronautiche militari di Monino.